# Gran Premi d'Alemanya del 1951
Resultats del Gran Premi d'Alemanya de Fórmula 1 de la temporada 1951, disputat al circuit de Nürburgring el 29 de juliol del 1951.

## Resultats
| Pos | No | Pilot                 | Equip                | Voltes | Temps/ Retirada  | Pos. de sortida | Punts |
| --- | -- | --------------------- | -------------------- | ------ | ---------------- | --------------- | ----- |
| 1   | 71 | Alberto Ascari        | Ferrari              | 20     | 3h 23' 03. 3     | 1               | 8     |
| 2   | 75 | Juan Manuel Fangio    | Alfa Romeo           | 20     | + 30.5 s         | 3               | 7     |
| 3   | 74 | José Froilán González | Ferrari              | 20     | + 4' 39.0 min.   | 2               | 4     |
| 4   | 72 | Luigi Villoresi       | Ferrari              | 20     | + 5' 50.2 min.   | 5               | 3     |
| 5   | 73 | Piero Taruffi         | Ferrari              | 20     | + 7' 49.1 min.   | 6               | 2     |
| 6   | 91 | Rudi Fischer          | Ferrari              | 19     | + 1 Volta        | 8               |       |
| 7   | 82 | Robert Manzon         | Simca - Gordini      | 19     | + 1 Volta        | 9               |       |
| 8   | 84 | Louis Rosier          | Talbot-Lago - Talbot | 19     | + 1 Volta        | 15              |       |
| 9   | 90 | Pierre Levegh         | Talbot-Lago - Talbot | 18     | + 2 Voltes       | 19              |       |
| 10  | 93 | Jacques Swaters       | Talbot-Lago - Talbot | 18     | + 2 Voltes       | 22              |       |
| 11  | 94 | Johnny Claes          | Talbot-Lago - Talbot | 17     | + 3 Voltes       | 18              |       |
| Ret | 87 | Yves Giraud Cabantous | Talbot-Lago - Talbot | 17     | Accident         | 11              |       |
| Ret | 81 | Maurice Trintignant   | Simca - Gordini      | 13     | Motor            | 14              |       |
| Ret | 77 | Felice Bonetto        | Alfa Romeo           | 12     | Magneto          | 10              |       |
| Ret | 88 | Duncan Hamilton       | Talbot-Lago - Talbot | 12     | Pressió de l'oli | 20              |       |
| Ret | 78 | Paul Pietsch          | Alfa Romeo           | 11     | Accident         | 7               |       |
| Ret | 83 | Andre Simon           | Simca - Gordini      | 11     | Motor            | 12              |       |
| Ret | 76 | Nino Farina           | Alfa Romeo           | 8      | Sobreescalfament | 4               |       |
| Ret | 86 | Philippe Etancelin    | Talbot-Lago - Talbot | 4      | Caixa canvi      | 21              |       |
| Ret | 85 | Louis Chiron          | Talbot-Lago - Talbot | 3      | Encesa           | 13              |       |
| Ret | 92 | Toni Branca           | Maserati             | 3      | Motor            | 17              |       |
| Ret | 79 | Toulo de Graffenried  | Maserati             | 2      | Motor            | 16              |       |

## Altres
- Pole: Alberto Ascari 9' 55. 8

- Volta ràpida: Juan Manuel Fangio 9' 55. 8 (a la volta 12)